# سلمان بن حمد آل ثاني
الشيخ سلمان بن حمد بن سلمان بن جاسم آل ثاني

## نسبه
هو من سلالة الشيخ محمد بن ثاني بن محمد بن ثامر بن علي بن سيف بن محمد بن راشد بن علي بن سلطان بن بريد بن سعد بن سالم بن عمرو بن معضاد بن ريس بن زاخر بن محمد بن علوي بن وهيب بن قاسم بن موسى بن مسعود بن عقبة بن سنيع بن نهشل بن شداد بن زهير بن شهاب بن ربيعه بن أبي سود بن مالك بن حنظله بن مالك بن زيد مناة بن تميم بن مر بن أد بن طابخه بن إلياس بن مضر بن نزار بن معد بن عدنان من إسماعيل بن إبراهيم عليهم السلام 
- ويرجع نسبهم إلى المعاضيد من الوهبة من حنظله من بني تميم.

## حياته
الشيخ سلمان هو فرد من أفراد العائلة الحاكمة في قطر ورجل أعمال كما أنه أحد موظفين مجلس العائلة الحاكمة في قطر كما ترأس مؤخراً مجلس جماهير نادي الريان الرياضي بقرار من مجلس إدارة نادي الريان الرياضي يوم الاثنين الموافق 26 مايو 2008م. وبعد ترأسه مجلس جماهير نادي الريان الرياضي كان أول رئيس لجمعية جماهيرية في دولة قطر من أفراد العائلة الحاكمة وذلك لأن نادي الريان الرياضي هو النادي صاحب أكبر قاعدة جماهيرية في قطر دون منافس ويحتاج إلى شخص صاحب مركز ونفوذ قوي ليتولى مهام مجلس جماهير نادي الريان الرياضي. وفي عهده سجل نادي الريان الرياضي أكبر نسبة حضور جماهيري في الدوري وضرب جميع الأرقام القياسية في الحضور. وفي أول موسم يستلم سعادته فيه مهام منصبة كرئيس لمجلس الجماهير قام بعمل جبار ومميز ونتيجة ذلك حصد المجلس جائزة الإتحاد القطري لكرة القدم لأفضل جمعية جماهيرية دون منافس للموسم 2008-2009م وكان ذلك يوم الأحد الموافق 17 مايو 2009م في الحفل الختامي السنوي الذي يقيمه الإتحاد القطري لكرة القدم. سعادته عرف بتصريحاته الاستفزازية في الإعلام وكانت دائماً ما تصب في صالح نادية وفريقه.. إنجازاته كرئيس لمجلس جماهير نادي الريان الرياضي:

### جائزة أفضل جمعية جماهير
- الموسم الرياضي 2008-2009م
- الموسم الرياضي 2009-2010م
- الموسم الرياضي 2010-2011م

في تاريخ 2 من شهر أكتوبر عام 2011م استقال سعادتة من رئاسة مجلس جماهير نادي الريان الرياضي بعد 3 مواسم من الإنجازات والتطوير في المجال الجماهيري اثبت فيها قوة ادارتة ورؤيته وخطواتة الثابتة في المجال الإداري. ويشهد له جميع من عملوا معه بقوة الشخصية والذكاء الشديد وحسن الخلق والرؤية الثاقبة والإصرار والسعي نحو الأفضل.

## دراستة والدورات
سعادتة حاصل على باكلريوس قانون من جامعة القاهرة، كما حصل على دبلوم متقدم في الإدارة الرياضية من اللجنة الدولية الأولمبية، بالإضافة إلى كثير من الدورات وشهادات الخبرة في المجال الإداري والرياضي، ومنها:
| - تنظيم الهيئات والمؤسسات. - إدارة الأحداث الرياضية الكبرى. - السكرتارية الحديثة والإدارة المكتبية. - اتجاهات العلاقات العامة والإعلام. - قوة التركيز ومهارات الابتكار. - إدارة واعداد التقارير والمراسلات الإدارية. - الإدارة التطبيقية في إعداد الهياكل التنظيمية. - إدارة وإعادة الهيكلة والتنظيم المؤسسي. - تقييم الأخطار في العمل والسيطرة عليها. |  |  |  |  |  |  |  |  |  |  |  |  |  |  | - السكرتارية التنفيذية المتقدمة. - قيادة وإدارة المشاريع الاحترافية. - إدارة الموارد البشرية. - الإدارة المالية المتطورة. - إدارة وخطط التسويق الحديث. - إدارة الأزمات الإدارية والتطوير. - الاتصال الجماهيري المباشر. - العلاقات الدولة والاتصالات. - الإعلام في المجال الرياضي. |  |  |  |  |  |  |  |  |  |  |  |  |  | - القيادة والإشراف وبناء فرق العمل. - التخطيط الإداري وصناعة الأهداف. - اتخاذ القرار وحل المشكلات. - فن التفاوض وإدارة الاجتماعات. - التخطيط الإستراتيجي المتكامل. - التطور القيادي وبناء الفريق. - إدارة المحافظ الاستثمارية. - الاستثمار في المعادن الثمينة. - إدارة الموارد البشرية المعاصرة. |

## العائلة
متزوج من الشيخة العنود بنت خليفه بن محمد بن قاسم  آل ثاني ولدية خمسة أبناء وهم:
- الشيخ حمد بن سلمان بن حمد بن سلمان آل ثاني (2004م)
- الشيخ خليفة بن سلمان بن حمد بن سلمان آل ثاني (2005م)
- الشيخة شريفة بنت سلمان بن حمد بن سلمان آل ثاني (2008م)
- الشيخ محمد بن سلمان بن حمد بن سلمان آل ثاني (2012م)
- الشيخة نورة بنت سلمان بن حمد بن سلمان آل ثاني (2013م)